# Zweite Schlacht bei Weißenburg (1793)
1792

Porrentruy – Marquain – Quiévrain – Verdun – Thionville – Valmy – Lille – Mainz (1792) – Jemappes
1793

Aldenhoven I – Namur – Neerwinden – Mainz (1793) – Famars – Valenciennes (1793) – Arlon (1793) – Hondschoote – Meribel – Avesnes-le-Sec – Pirmasens – Toulon – Fontenay-le-Comte – Cholet – Lucon – Trouillas – Dünkirchen – Le Quesnoy – Menin I – Wattignies – Weißenburg I – Biesingen – Kaiserslautern I – Weißenburg II
1794

Boulou – Landrecis – Menin II – Mouscron – Martinique – Guadeloupe – Tourcoing – Tournai – Kaiserslautern II – San-Lorenzo de la Muga – 13. Prairial – Fleurus – Kaiserslautern III – Vosges – Aldenhoven II
1795

Cornwallis’ Rückzug – Genua – Groix – Hyeres – Handschuhsheim – Mainz (1795) – Mannheim – Loano
1796

Montenotte – Millesimo – Dego – Mondovì – Lodi – Borghetto – Castiglione – Mantua – Siegburg – Altenkirchen – Wetzlar – Kircheib – Kehl – Kalteiche – Friedberg  – Malsch – Neresheim – Sulzbach – Deining – Amberg – Würzburg – Neufundland – Rovereto – Bassano – Limburg – Biberach I – Emmendingen – Schliengen – Caldiero – Arcole – Irland
1797

Fall von Kehl – Rivoli (1797) – St. Vincent – Diersheim – Santa Cruz – Neuwied – Camperduin
Die Zweite Schlacht bei Weißenburg fand vom 26. Dezember bis zum 29. Dezember 1793 zwischen französischen Revolutionsstreitkräften der Armée de la Moselle unter dem Kommando von Général Lazare Hoche und Truppen der Ersten Koalition statt.
Im französischen ist diese Schlacht auch, nach dem in der Nähe liegenden Schloss Geisberg, als „Schlacht am Geisberg“ (Bataille du Geisberg) bekannt.

## Vorschau
Mit dem Sieg der Franzosen in der Schlacht bei Wörth-Fröschweiler am 22. Dezember 1792 übernahm der Général Hoche am 25. Dezember 1793 in Soultz-sous-Forêts von Jean-Charles Pichegru das Kommando über die Armée du Rhin und die Armée de la Moselle.
Am Nachmittag des 26. Dezember wurden die Koalitionstruppen unter Dagobert Sigmund von Wurmser und Karl Wilhelm Ferdinand von Braunschweig-Wolfenbüttel neu formiert und zum Übergang über die Lauter bereitgestellt.
Eine nicht vorhergesehene Schlacht bahnte sich an, da Hoche vorhatte, sich nach Norden, in Richtung Weißenburg zu wenden. Hoche war in der Lage, hier in die Offensive zu gehen, da er durch seine Aufklärung über die Schritte der Österreicher und Preußen genauestens unterrichtet war, während diese nicht wussten, wo er mit seiner Streitmacht stand. In der Militärliteratur werden die Kämpfe auch mit „Attacke auf die Weißenburger Linien“ beschrieben.

## Die Schlacht
Am 27. Dezember entwickelte Wurmser seinen rechten Flügel auf Rott, das Zentrum stand in Richtung Weißenburg und der linke Flügel war in Richtung auf Oberlauterbach gestellt. Die preußische Artillerie befand sich noch in Bobenthal. Hoche schickte Louis Charles Antoine Desaix auf Lauterbourg, Claude Ignace François Michaud nach Schleithal und Ferino, Alexandre Camille Taponier und Jacques Maurice Hatry in das Zentrum des Angriffs vor Weißenburg. Den linken Flügel beorderte er über Lembach in Richtung Bobenthal. Zur Ablenkung ließ er die Truppe von Général Moreau in Richtung Kaiserslautern marschieren.
Am Abend des 28. Dezember erhielt Hoche ein Schreiben von Le Veneur de Tillières, in welchem ihm dieser mitteilte, dass er die Festung Landau entsetzt habe: «Landau sera libre».
Morgens am 29. Dezember gaben die österreichische Vorhuten ihre erhöhte Position am Schloss Geisberg auf, um die Lauter zu überqueren und sich dem österreichischen Zentrum nördlich von Weißenburg anzuschließen. Davon alarmiert, ließ Hoche die Truppen von Ferino und Hautry einschwenken, um die Österreicher abzufangen. Dazu wurden sieben Kanonen hastig in Stellung gebracht. Es gelang, die Österreicher auf Oberlauterbach zurückzudrängen und Général Ferino bereitete sich darauf vor, die Verfolgung fortzusetzen. Von der Änderung der Lage informiert, drängte Saint-Just, der seit Oktober als Volksvertreter die Truppen im Elsass reorganisierte, Pichegru jedoch, diese Gelegenheit auszunutzen und Haguenau zu besetzen. Der Herzog von Braunschweig auf dem Col du Pigeonnier versuchte mit seinen Truppen die Franzosen im Rücken zu fassen, was aber nicht gelang, da Hatry unverzüglich mit seinem Korps zur Unterstützung von Ferino herbeieilte. Dabei soll er den Schlachtruf ersonnen haben, der später zur Tradition wurde: «Landau ou la mort» (Landau oder der Tod).
An anderer Stelle eroberte der 72-jährige Général Vernet mit nur einem Zug Infanterie das Schloss Geisberg. Am Spätnachmittag des 30. Dezember sicherte Desaix den Sieg und nahm Lauterbourg ein, das die Preußen mit leeren Magazinen verlassen hatten.

## Auswirkungen
Am Abend hatten sich die Österreicher und die Armee der Emigranten des Prinzen Condé nach Germersheim zurückgezogen, um dort den Rhein zu überqueren. Der Herzog von Braunschweig war bis Mainz zurückgegangen, von wo aus er den General Wurmser für die Niederlage verantwortlich machte. Die Belagerung von Landau war aufgehoben worden. Auf den Wällen, auf denen allezeit die Trikolore geweht hatte standen die Einwohner und die Verteidiger und sahen zu, wie die weißen Uniformen der Belagerer verschwanden als die Vorhut von Hoche auftauchte. Allein die Österreicher verloren in den Kämpfen vom 18. bis zum 26. Dezember 142 Offiziere und 4.302 Mann.
Durch diesen Sieg kam das ganze Elsass wieder unter französische Kontrolle, mehr noch, brach doch ein Streit zwischen den Österreichern und den Preußen aus, wer für die Niederlage verantwortlich sei.
Der Name der Schlacht ist auf dem nördlichen Pfeiler des Arc de Triomphe verewigt.

## Eingesetzte Kräfte

### Frankreich
Vorhut Général Louis Charles Antoine Desaix
- 2. Bataillon des 3e régiment d’infanterie de ligne (vormals Piémont)
- 2. Bataillon des 37e régiment d’infanterie de ligne (vormals Turenne)
- 1. Bataillon des 75e régiment d’infanterie de ligne (vormals du Monsieur)
- 1. Bataillon des 88e régiment d’infanterie de ligne (vormals Berwick)
- 8e bataillon de volontaires des Bouches-du-Rhône
- 1er bataillon de volontaires de la Corrèze
- 1er bataillon de volontaires de la Dordogne
- 3e bataillon de volontaires de l'Eure
- 1er bataillon de volontaires du Jura
- 8e bataillon de volontaires du Jura
- 11e bataillon de volontaires du Jura
- 12e bataillon de volontaires du Jura
- 2e bataillon de volontaires de Lot-et-Garonne
- 3e bataillon de volontaires de la Haute-Saône
- Bataillon de chasseurs du Rhin
- ein Bataillon des 11e régiment d'infanterie légère
- ein Bataillon des 12e régiment d'infanterie légère
- eine Kompanie der Hussards de Jemmapes
- 7e régiment de hussards
- ein Detachement des 14e régiment de cavalerie
- 4e régiment de chasseurs à cheval
- 8e régiment de chasseurs à cheval
- 11e régiment de dragons
- 17e régiment de dragons
- 141 Mann Artillerie

Division Général Claude Ignace François Michaud
- 1. Bataillon des 3e régiment d’infanterie de ligne (vormals Piémont)
- 1. Bataillon des 46e régiment d’infanterie de ligne (vormals Bretagne)
- 2. Bataillon des 93e régiment d’infanterie de ligne (vormals Enghien)
- 1er bataillon de volontaires de l'Ain
- 3e bataillon de volontaires de Bec-d'Ambès
- 7e bataillon de volontaires des Bouches-du-Rhône
- 1er bataillon de volontaires du Doubs
- 6e bataillon de volontaires du Doubs
- 3e bataillon de volontaires de Rhône-et-Loire
- 4e bataillon de volontaires de Saône-et-Loire
- 10e régiment de chasseurs à cheval
- 4e régiment de dragons
- 8e régiment de dragons

Division Général Pierre Marie Barthélemy Ferino
- 1. Bataillon des 27e régiment d’infanterie de ligne (vormals Lyonnais)
- 2. Bataillon des 46e régiment d’infanterie de ligne (vormals Bretagne)
- 10e bataillon de volontaires du Jura
- 1er bataillon de volontaires de la Haute-Saône
- 9e bataillon de volontaires des Vosges
- 10e bataillon de volontaires des Vosges
- ein Bataillon des 6e régiment d'infanterie légère
- 1. Bataillon des 7e régiment d'infanterie légère

### Koalitionsarmee
- Königreich Preußen
- HRR
- Kurfürstentum Bayern
- Landgrafschaft Hessen-Kassel
- Armee der Emigranten

Die alliierten Kräfte standen unter dem Kommando von Dagobert Sigmund von Wurmser, Karl Wilhelm Ferdinand von Braunschweig-Wolfenbüttel, Ernst von Rüchel und Franz von Minucci und war in drei Kolonnen aufgeteilt:
Kolonne General Siegfried von Kospoth
ein Bataillon Wallachische Grenzinfanterie
das Infanterieregiment Manfredini (ein Bataillon)
das Infanterieregiment Erzherzog Ferdinand  (drei Bataillone)
das Contingent zu zwei Bataillonen aus der Landgrafschaft Hessen-Darmstadt
das Régiment d’infanterie de Rohan   (ein Bataillon)
das Freikorps Wurmser (vier Escadrons)
das Husarenregiment „Leopold“ (sechs Escadrons)
das Kürassierregiment „Hohenzollern“ (sechs Escadrons)
Kolonne General Auszetz
das Freikorps Julay (ein Bataillon)
das Infanterieregiment Julay (zwei Bataillone)
das Infanterieregiment Lascy (ein Bataillon)
das Infanterieregiment Wallis (zwei Bataillone)
das Régiment de Condé (zwei Bataillone) 
das Régiment de Condé cavalerie (zwei Escadrons) 
das Husarenregiment Erdoedy (? Escadrons)
das Husarenregiment Leopold (vier Escadrons)
das Dragonerregiment Waldeck (sechs Escadrons)
das Karabiniersregiment (sechs Escadrons)
Kolonne General Jordis
Freikorps Serviez  (1 Bataillon)
das Infanterieregiment Szekler (ein Bataillon)
das Infanterieregiment Preiss (ein Bataillon)
das Infanterieregiment Huff (zwei Bataillone)
das Infanterieregiment Kaiser (zwei Bataillone)
das Infanterieregiment Thurn (ein Bataillon)
das Infanterieregiment Tersy (ein Bataillon)
sechs Grandierbataillone
das Dragonerregiment Kaiser (sechs Escadrons)
das Kürassierregiment Mack (sechs Escadrons)
hessische Kavallerie (zwei Escadrons)
Detachement General Hohenlohe
das Infanterieregiment Lascy (ein Bataillon)
das Infanterieregiment Devins (ein Bataillon)